# روبرت جوزيف كونينغهام
روبرت جوزيف كونينغهام (بالإنجليزية: Robert Joseph Cunningham)‏ هو كاهن كاثوليكي أمريكي، ولد في 18 يونيو 1943 في بوفالو في الولايات المتحدة.